# 大怪獣バトル ULTRA MONSTERS
『大怪獣バトル ULTRA MONSTERS』（だいかいじゅうバトル ウルトラモンスターズ）は、カードを読み込ませて戦うデータカードダス。「ウルトラシリーズ」に登場する怪獣を主な題材としている。2007年4月27日に稼動を開始して2011年2月17日に稼動を終了している。
様々な関連アイテムが存在してゲーム中にも登場するアイテムバトルナイザーが実際に玩具として発売されて、このゲームと連動している（NEO7弾から非対応になった）。CG部分は過去発売された「ウルトラマン Fighting Evolutionシリーズ」のものを一部流用あるいは改修しており、映像作品に登場していないオリジナル怪獣、このゲームで初登場の新怪獣も登場している。映像作品『ウルトラギャラクシー大怪獣バトル』とストーリーが連動しているのも大きな特徴である。

## 概要
使用するカードは赤い怪獣カード、青い応援カード、黄色い技カード、スーパーコンボカードの4種類がある。4種類のカードを組み合わせて製作したデッキを用いてゲームをプレイする。基本のデッキ内容はメインで戦う怪獣カード1枚、サポートとして戦う怪獣カードまたは応援カードを合わせて2枚、特殊能力を発動する技カードかスーパーコンボカード1枚。
怪獣カード
怪獣のイラストの他にパワー（所謂HPにあたる）、スピード、攻撃力（アタック）、守備力（ディフェンス）、必殺技の他に、応援怪獣登場タイミングと技カード発動タイミングがパワーを軸としたグラフのような形で描かれており、メインに選んだ怪獣はこの図に沿って応援怪獣を呼んだり技カードを使うことが出来る。
第5弾からEXにバージョンアップした後は、技カードを発動するための条件によって3タイプに分類されるようになった。以降は第4弾までのようなパワーが一定まで減少することを条件とするカウンタータイプに加え、バトルフェイズに一定のポイントまで相手を押し込むことを条件とするアグレッシブタイプ、一定のラウンドになれば使用可能となるタクティカルタイプが追加されている。また、サポート怪獣の数も2体の他にも、1体（能力とパワーすこし高め）、なし（パワーかなり高め）が追加された。
第9弾からNEOにバージョンアップして以降は、ラウンド毎で怪獣交代が可能な、いわゆるチームバトル性が導入されており、このカードが3枚必要となっている。以降のウルトラ怪獣のソフトビニール人形にはこのカードが付属するようになった。また、必殺技のシステムも若干変化しており、EXでは必殺技パワーがマックスとなってようやく発動出来たが、NEOにおいては必殺技パワーが三段階にまで設定されており、それを1つ溜めると次のラウンドの際に必殺技の発動ポイントが現れて、アグレッシブタイプのようにそこへ押し込めば、すぐに発動出来るようになった。また、必殺技パワーを1つ溜めるごとに、発動ポイントが1つずつ増えて行き最大3つまで増え、さらに必殺技の威力も増すようになっている。この他、特定の怪獣をチームに加えていると、タッグ必殺技という特殊な必殺技を発動させることが出来る。発動条件は怪獣ごとによって様々で、原作で因果のある者あるいは設定が近い者同士（ゴモラとリトラ（S）やダダとギギなど）から全く絡みの無い意外な組み合わせ（ゼットンとにせウルトラマンなど）など様々である。
RRになってシステムが一新されてからも、バトルカードとして引き続き使用可能。パワーはそのままだが、アタック、ディフェンス、スタミナの高さがルーレットの星の数に割り当てられるようになっている。
応援カード
怪獣イラストの他にスピード、攻撃力、守備力、必殺技が書かれている。この応援カードはウルトラ怪獣のソフトビニール人形に付属されているもので、通常の筐体では手に入れることが出来ない。
第9弾でNEOにバージョンアップして以降は、チームバトル制になったことで応援怪獣が廃止されたため、以降のウルトラ怪獣のソフトビニール人形に付属しないようになった。そのため、このカードも応援カードとしては使えなくなったが、データの読み替えにより、以後は怪獣カードとして引き続き使えるようになっている。
RR第1弾以降も、怪獣カードと同様に引き続き使用可能となっている。
技カード
怪獣イラストに加え特殊能力が書かれており、上記の技カード発動タイミングで読み込ませることによりその能力を発揮することが出来る。
技カードが廃止されたRR第1弾からはスキャンしてもカードの効果は発揮できなくなったが、代わりにコンボマークに書かれているキャラクターが登場するようになった。
スーパーコンボカード
技カードと同じタイミングで使用するカード。コンボマークをそろえていないデッキでもコンボを発動できるカード。
RR第1弾からは、バトルカードとして使用可能となった。スーパーコンボカード以外の上記3種類のカードにはコンボマークというものがある。このキャラクターの顔が描かれたマーク（3枚の怪獣カードまたは応援カード）の絵柄を揃えたデッキを使用し、技カード発動タイミング時にも同じ絵柄の技カードを使用する。すると技カード効果の代わりにマークに描かれたキャラクターが出現し、強力な必殺技を敵に放つというものである。コンボによって次の弾以降で登場する者やコンボ限定でしか登場しない者も召喚することができる。シリーズが進むごとに新システムが追加されるなどのバージョンアップもされ、第5弾からはEX、第9弾からはNEOとタイトルも変更されている。NEOからはそれまでの技カード、スーパーコンボカードに新たに登場した援軍カードを加えて作戦カードと称されるようになる。その後はRRにリニューアルされ、ゲームシステムが一新。怪獣カードに相当するカードはバトルカードに名称が改められ、技カードとスーパーコンボカードのシステムが廃止された。さらに今までスーパーコンボカード扱いだったウルトラ戦士が、操作キャラクターとして使用可能となった。

### NEOからの新要素
援軍カード
NEOより登場する新カード。防衛チームのライドマシンや宇宙人の円盤など、歴代シリーズのメカを召喚し、援護攻撃をさせることが可能。
ウルトラストライカー
NEO第3弾のウルトラバトルモードより導入された新システム。ウルトラ戦士を一人選んでバトルに参加させ、プレイヤーの使用する怪獣とのタッグで戦わせることができる。
スタミナ
NEOより追加された新しいステータス。怪獣ごとに数値が決められており、その数の分のラウンドだけ連続で戦える（例：スタミナ3→3ラウンドの間同じ怪獣を使用可能）。無論、スタミナが尽きてしまうとその怪獣は使用不能になってしまい、他の怪獣と交代。休ませて回復させる必要がある。強力な怪獣ごとに低く設定されていく傾向にあるが、例外も存在する。

### RRからの新要素
バトルカード
RR第1弾以降から、ジャンケンマークとウルトラスター（星マーク）がついている。アタックルーレットで各キャラクターを戦わせる場合、アタックルーレット、パートナールーレットを1回ずつ止め、星マークの合計が多い方が有利に攻撃できる。
相性ヒント
バトルカードの下部に書かれているテキスト。あるバトルカードの相性ヒントに指定された特定のカードとタッグを組ませる（RR第1弾以降、従来の3体1組のチーム戦からタッグマッチに仕様が変更された）ことで相性が変化し、ステータス（タイリョク・必殺技）に加わるボーナスポイントの増減に関係する。お互いに相性ヒントの条件を満たす組み合わせは「とても相性の良いタッグ」となり、大きなボーナス値が与えられる。
あいこラッシュ
双方のプレイヤーがアタックルーレット・パートナールーレットで獲得した星マークの数が同じとき、さらにルーレットが追加される「あいこルーレット」が始まる（双方の獲得星マークが同じの間はエンドレスで続く）。このルーレットで星マークの数が相手より多くなったプレイヤーは、一定時間の間にボタンを連打することでさらに相手に追加ダメージを与えられる「あいこラッシュ」を行うことができる。
タッグパワー
バトル中のアタックルーレット・パートナールーレットにより獲得した星マーク数に応じて追加される数値で、画面下に表示される。攻撃権獲得時にタッグパワーが7以上あるときは、「援軍発動」によりあらかじめ選択した援軍（バトルカードスキャン後自動で選択、または手持ちの作戦援軍カードをスキャンして選択）がプレイヤーの攻撃前に登場し、プレイヤー側のキャラクターの必殺技と共に攻撃し相手に与えるダメージ値を増加させる。タッグパワーが最大値(MAX)の12である時はプレイヤーのタッグが各々の必殺技を連続で放つ「W連続必殺技」（ウルトラヒーロー使用時は「ウルトラコンビネーション」と表記されることもある）、または「Wタッグ必殺技」（特定のタッグ使用時のみ）を使用することができる。
ウルトラアビリティ
RR第4弾以降から、チェンジとカウンターのマークがついている。「チェンジアビリティ」の場合は、タイリョクがチェンジマークに減った状態で耐え抜くと、チェンジアビリティが発動し別のキャラクターが変身し、ルーレットやウルトラスター激増・必殺技が変化する。「カウンターアビリティ」の場合、必殺技を受けた時に、ある確率でカウンターアビリティが発動する。受けたダメージを軽減しつつ、必殺技でカウンターアタック可能になる。

## ストーリー
無印
かつて地球上で暴れまわっていた怪獣たちが全て絶滅した近未来、人類は宇宙進出を果たすほどにまで文明を発達させていた。しかしその時、絶滅したはずの怪獣たちが突如出現。再び地球上で活動を開始し、人類に壮絶な危機が訪れる。そんな時、ゲームの主人公である少年はバトルナイザーと呼ばれるメカを偶然にも入手する。このメカは何と怪獣たちを召喚・実体化（モンスロード）させ、手にした者の意のままに操ることが出来るのだ。だがこのバトルナイザーを手にした者は、同時にレイブラッドと呼ばれる謎の存在に選ばれた者としての宿命を背負うこととなっていた。事件の最中に出会ったピグモンのサポートを受けながら、少年は怪獣使いとして戦いの中に飛び込んでいくこととなる。ところがその行く手には、バトルナイザーを狙う様々な宇宙人が待ち構えていた。
NEO
レイオニクスのカネゴンは辺境の惑星でバトルナイザーを狙う宇宙人から逃げていた所に、突然現れた次元の穴に落ちてしまう。そこに通じていたのはウルトラマンティガが活躍する別次元の地球だった。偶然、街中で降ってきたカネゴンと接触した少年は同じく次元を通ってきた宇宙人に追い詰められてしまう。その時、カネゴンのバトルナイザーが少年に反応し、怪獣を召喚した。次々に襲いくる宇宙人や怪獣を、カネゴンや駆け付けたウルトラマンティガと共に退けていく少年だったが、遂に捕まってしまい、宇宙を股にかけた壮大な冒険へと発展する。
NEO ギャラクシーレジェンド
『ウルトラギャラクシー大怪獣バトル NEVER ENDING ODYSSEY』の事件後、正式にZAPの隊員として認められたレイはスペースペンドラゴンの仲間と共に任務に付いていたが、ウルトラゾーンに引き寄せられ、怪獣墓場へと迷い込んでしまう。そこではウルトラ兄弟と彼らを抹殺せんとするヤプール人との激しい戦いが繰り広げられていた。ウルトラ兄弟を救わんとレイらも参戦するが、惑星ハマーのレイオニクスバトルに敗北した宿敵の魂がヤプールの手によって蘇り、復讐せんと再び挑みかかる。

## 遊び方
1. カードを買うか（緑のボタン）、ゲームをはじめるか（赤のボタン）、バトルナイザーモード（青のボタン）のどれかを20秒以内に選ぶ。20秒以内に押さないと、自動的にカードを買うことになる。
2. 100円を入れる。
3. 手順に沿ってそれぞれのモードを選ぶ。
4. カードをスキャンする。その後はゲームを行うことができる。
5. カードを買うを選んだ場合は、その場でカードを買うことができる。

## カードリスト
当初は『ウルトラマン Fighting Evolution』シリーズに登場し、かつウルトラ怪獣シリーズでソフビが発売されていた怪獣が中心だったが、シリーズが進むにつれてFEシリーズには登場していない怪獣や、ソフビが存在しない怪獣も新たにポリゴンが作られて参戦するようになる。また、イベントや雑誌展開でも活躍した「キングジョーブラック」や、小学館の児童向け雑誌にて募集された『怪獣・宇宙人強化グランプリ』による「カブト・ザ・キラー」など、オリジナル怪獣も登場。ウルトラヒーローは第4弾以降からスーパーコンボとして登場し、RRからは使用キャラとして本格的に参戦する。NEOからは援軍カードで歴代防衛チームのメカや、宇宙人の円盤も登場。宇宙人の声においては、メフィラス星人とテンペラー星人は加藤精三と丸山詠二の流用、ナックル星人とヤプール人は『ウルトラマンメビウス&ウルトラ兄弟』で彼らの声を演じた中尾隆聖と玄田哲章が新たに手懸けている（NEO以降はテンペラー星人も同様に郷里大輔が演ずる声に撮り直された）。他の宇宙人の声に関しても、ザムシャーやグローザムなどのように原作と同様の声優が担当している者と、ヒッポリト星人などのように別の声優が新たに担当している者とで分かれている。以下、主に怪獣カードなどでポリゴンが作られたものを挙げる（同一キャラの別形態含む）。

### 大怪獣バトル、大怪獣バトルEX
◎は『ウルトラマン Fighting Evolution』シリーズからの流用

#### 1弾
隕石怪獣 ガラモン
宇宙忍者 バルタン星人◎
古代怪獣 ゴモラ◎
悪質宇宙人 メフィラス星人◎（声：加藤精三）
怪獣酋長 ジェロニモン◎
極悪宇宙人 テンペラー星人◎（声：第1弾〜EX第8弾まで丸山詠二 NEO第9弾以降郷里大輔）
超古代怪獣 ゴルザ
宇宙海獣 レイキュバス◎
宇宙戦闘獣 超コッヴ
奇獣 ガンQ◎

#### 2弾
どくろ怪獣 レッドキング◎
三面怪人 ダダ◎
宇宙ロボット キングジョー◎
地底怪獣 グドン◎
古代怪獣 ツインテール◎
一角超獣 バキシム◎
地獄星人 ヒッポリト星人◎（声：塩屋浩三）
宇宙昆虫 サタンビートル
炎魔戦士 キリエロイド◎
破壊獣 モンスアーガー

#### 3弾
宇宙怪獣 ベムラー
宇宙恐竜 ゼットン◎
宇宙大怪獣 ベムスター◎
暗殺宇宙人 ナックル星人◎（声：中尾隆聖）
用心棒怪獣 ブラックキング◎
異次元超人 エースキラー◎
暴君怪獣 タイラント◎
サーベル暴君 マグマ星人◎
宇宙忍者 パワードバルタン星人
EXゴモラ（改造ゴモラ）◎
宇宙ロボット キングジョーブラック

#### 4弾
ウルトラマン◎（スーパーコンボカード）
ウルトラマンメビウス◎（スーパーコンボカード）

#### 5弾
※この弾から第8弾までEX
透明怪獣 ネロンガ
宇宙怪獣 エレキング◎
超古代竜 メルバ
邪神 ガタノゾーア◎
宇宙有翼骨獣 ゲランダ
巨大顎海獣 スキューラ
宇宙忍者 バルタン星人（ベーシカル）
邪悪宇宙生命体 ワロガ◎
三面異次元人 ギギ
ネオカオスダークネス◎
ウルトラセブン◎（スーパーコンボカード）
ウルトラマンタロウ◎（スーパーコンボカード）

#### 6弾
コイン怪獣 カネゴン（声：不明）
カプセル怪獣 ウインダム
戦車怪獣 恐竜戦車
宇宙龍 ナース
暗黒星人 ババルウ星人◎（声：不明）
ファティングベム メカバルタン
電脳魔神 デスフェイサー
地帝大怪獣 ミズノエノリュウ
最強合体獣 キングオブモンス
骨翼超獣 バジリス
ウルトラマンジャック◎（スーパーコンボカード）
ウルトラマンレオ◎（スーパーコンボカード）

#### 7弾
凶悪宇宙人 ザラブ星人（声：不明）
四次元怪獣 ブルトン◎
幻覚宇宙人 メトロン星人◎（声：龍谷修武）
スペースリセッター グローカービショップ◎
マケット怪獣 ファイヤーウインダム
EXレッドキング（改造レッドキング）◎
EXタイラント（改造タイラント）◎
EXエレキング（改造エレキング）◎
EXタイラント(デスボーン)（改造タイラント2）◎
超古代怪獣 ファイヤーゴルザ（ゴルザ（強化））◎
ゾフィー◎（スーパーコンボカード）
ウルトラマンエース◎（スーパーコンボカード）

#### 8弾
ウルトラマンティガ◎（スーパーコンボカード）
ウルトラマンダイナ◎（スーパーコンボカード）
ウルトラマンガイア◎（スーパーコンボカード）

### 大怪獣バトルNEO

#### 1弾
※この弾のみ当時公開されていた『大決戦!超ウルトラ8兄弟』に合わせてかファイナルラウンドのBGMがLIGHT IN YOUR HEARTになっていた。(タイトルコール時のBGMも同様)
宇宙剣豪 ザムシャー（声：菅谷勇）
無双鉄神 インペライザー
暗黒魔鎧装 アーマードダークネス（声：大友龍三郎）
原始怪鳥 リトラ（S）
地獄星人 スーパーヒッポリト星人（声：大友龍三郎）
ジェットビートル（援軍カード）
ガッツウイング2号（援軍カード）
ガンフェニックストライカー（援軍カード）
スペースペンドラゴン（援軍カード）

#### 2弾
分身宇宙人 ガッツ星人（声：龍田直樹）
策謀宇宙人 デスレム（声：郷里大輔）
冷凍星人 グローザム（声：江川央生）
究極合体怪獣 ギガキマイラ
アーマードメフィラス（声：加藤精三）
ウルトラマンティガ グリッターバージョン（スーパーコンボカード）
ウルトラマンダイナ グリッターバージョン（スーパーコンボカード）
ウルトラマンガイア グリッターバージョン（スーパーコンボカード）
ウルトラホーク1号（援軍カード）
コンバット・ジープ（援軍カード）
XIGファイターSS（援軍カード）
XIGファイターSG （援軍カード）

#### 3弾
磁力怪獣 アントラー
カプセル怪獣 アギラ
異次元超人 巨大ヤプール（声：玄田哲章）
円盤生物 ノーバ
超合体怪獣 グランドキング
ウルトラの父◎（スーパーコンボカード）
ウルトラマンネクサス（ジュネッス）（スーパーコンボカード）
科学特捜隊員（援軍カード）
マットアロー1号（援軍カード）
コンドル1号（援軍カード）

#### 4弾
カプセル怪獣 ミクラス
火山怪鳥 バードン
レイモン （声：南翔太）
究極生命体 レイブラッド星人 （声：佐藤正治）
EXゼットン
宇宙ロボット キングジョースカーレット（スーパーコンボカード）
ウルトラマンキング（スーパーコンボカード）
レイモン（バーストモード）（スーパーコンボカード）（声：南翔太）
小型ビートル （援軍カード）
タックアロー （援軍カード）
マッキー2号 （援軍カード）
ガッツイーグル （援軍カード）

#### 5弾
にせウルトラマン
ミサイル超獣 ベロクロン
宇宙戦闘ロボット ウルトラマンシャドー
邪悪なる暗黒破壊神 ダークザギ
アーマードグローザム（声：江川央生）
ウルトラマンレオ&アストラ◎（スーパーコンボカード）
ウルトラマンゼアス（スーパーコンボカード）
メトロン星人円盤 （援軍カード）
メフィラス星人円盤 （援軍カード）
ガッツ星人円盤 （援軍カード）
キングジョーブラック飛行形態 （援軍カード）

#### 6弾
ウルトラマンコスモス（エクリプスモード）◎（スーパーコンボカード）

#### 7弾
棲星怪獣 ジャミラ
超人ロボット エースロボット ◎
暗黒機靱 メカザム（声：堀秀行）
異次元超人 カブトザキラー
一角紅蓮超獣 バキシマム
ウルトラマンアグル（V2） ◎（スーパーコンボカード）
ウルトラマンメビウス（フェニックスブレイブ） （スーパーコンボカード）
マッキー3号（援軍カード）
テックサンダー1号（援軍カード）
テックサンダー2号（援軍カード）

### 大怪獣バトルNEO ギャラクシーレジェンド

#### 1弾
暗黒宇宙大皇帝 エンペラ星人（声：内海賢二）
うす怪獣 モチロン
イーヴィルティガ◎
超科学星人 ダークバルタン
ウルトラマン80 ◎（スーパーコンボカード）
ウルトラマンジャスティス（クラッシャーモード） ◎（スーパーコンボカード）
バルタン星人円盤（援軍カード）
ゼットン円盤（援軍カード）
ペダン星人円盤（援軍カード）
ボスタング型宇宙船（援軍カード）

#### 2弾
ウルトラマンベリアル（声：宮迫博之）
円盤生物 シルバーブルーメ◎
再生怪獣 サラマンドラ
レイモン&ウルトラマンメビウス（スーパーコンボカード）
ウルトラマンゼロ(スーパーコンボカード）（声：宮野真守）
シルバーガル（援軍カード）

#### 3弾
ウルトラマンコスモス(ルナモード)◎(スーパーコンボカード)
ウルトラマンレジェンド◎(スーパーコンボカード)
ウルトラマンゼロ&レオ(スーパーコンボカード)

### 大怪獣バトルRR

#### 1弾
アストラ◎
ウルトラマンティガ（スカイタイプ）◎
ウルトラマンダイナ（ストロングタイプ）◎
ウルトラマンヒカリ
百体怪獣 ベリュドラ

#### 2弾
ウルトラの母
アンドロメロス
ウルトラマンティガ（パワータイプ）◎
ウルトラマンダイナ（ミラクルタイプ）◎
愛憎戦士 カミーラ

#### 3弾
ウルトラマンナイス
ウルトラマンマックス
誘拐怪人 ケムール人
究極超獣 Uキラーザウルス

#### 4弾
銀河皇帝 カイザーベリアル
ミラーナイト
グレンファイヤー
ジャンボット
テクターギア・ゼロ
テクターギアブラック
メカロボット怪獣 メカゴモラ

#### 5弾
ダークロプスゼロ
超銀河大帝 アークベリアル
帝国機兵 レギオノイド
ウルトラマンゼロ（ウルティメイトゼロ）

## タッグ必殺技が使用できる組み合わせ
NEOより、特定の怪獣の組み合わせによってタッグ必殺技が発動できる。確認できた組み合わせと技の名前を以下にまとまる。タッグ技を発動させるのに、カードのレアリティは関係ない。最上級カード同士の組み合わせでも、下位カードでも同じタッグ必殺技を発動できる。ただし、威力はタッグを組んだ怪獣同士の必殺技の威力を足したものとなるため、下位カードのものでも十分なダメージが見込めるが、最上級だとさらに強力なる。ほとんどの技が連続攻撃なので、相手の苦手な属性変化を加えるのも有効な手段。弾数が増えるにつれ、タッグ必殺技の数も増えていく。RRでもタッグ必殺技のシステムは継承され、タッグパワーが最大の12蓄積している時特定のタッグを組んでいると「W連続必殺技」の代わりに使用できる。また、ウルトラ戦士同士のタッグ必殺技も「ウルトラコンビネーション」として登場している。

### NEO、1弾以降
ゴモラ&リトラ「ダブルインパクト」
リトラがファイヤーストライクで牽制し、そこにゴモラが超振動波（0シュート）を決める技。テレビ版『ウルトラギャラクシー大怪獣バトル』でも使用されている。
ゴルザ&メルバ「ソニック・メルバニックレイ」
メルバが急降下攻撃を数発決めた後、ゴルザの最大超音波光線とメルバのメルバニックレイを同時に決める。ファイヤーゴルザでは発動不可能。
グドン&ツインテール「スリングスマッシュ」
2体共にムチで敵を叩きのめした後、ツインテールがジャンプしてボールのように丸まり、グドンがそれをムチで打って敵に打つける。
マグマ星人&ザムシャー「一閃二刀居合い斬り」
2人で敵に接近し、居合い斬りを同時に決める技。

### NEO、2弾以降
ダダ&ギギ「ダブル縮小ストンピング」
2人の縮小光線を同時に撃って敵を縮小し、2人で縮小された敵を同時に踏みつける技が使用できる。ダダはB・Cタイプでも使用可能。
インペライザー&アーマードダークネス「インペライザースプラッシュ」
インペライザーが突撃して上半身回転で敵を斬りつけ、アーマードダークネスが後ろから槍を投げ、インペライザーごと貫通。インペライザーの上半身が爆発して敵を吹き飛ばすが、その後再生する。
バジリス&スキューラ「スタンニングドロップ」
バジリスが敵の上空からバルバリボールを垂直角度で連射した後、スキューラが「スキューラッシュ」を決める。
デスレム&グローザム「双天煉獄氷斬」
始めは二人で敵を殴りつけるが、グローザム「俺がやる!」、デスレム「抜け駆けは許さんぞ!」と小競り合いになる。グローザムがデスレムを突き飛ばし敵を氷の槍で串刺しにし、そこにデスレムが火球を放って攻撃するという内容の技。

### NEO、3弾以降
ネロンガ&エレキング「サンダーコネクション」
エレキングがネロンガに尻尾を巻きつけ放電し、その電気エネルギーをネロンガが吸収して頭の角から強烈な電撃を放射する技。
ナックル星人&ブラックキング「マッドネスコンビネーション」
ナックルの指示でブラックキングが敵に突撃し、頭突きの2段攻撃で突き飛ばす。その後、ナックルがブラックキングを飛び越えてハンマーパンチ。連続パンチの応酬。敵がグロッキー状態になったところで華麗にバク宙。ブラックキングの前で綺麗に着地し、ナックルアイビームとヘルマグマで止めを刺す。
エースキラー&巨大ヤプール「キラーマリオネット」
ヤプールからパワーを注入され、紫色のオーラを纏ったエースキラーが相手に向かってスクリュードライバーを放ち相手を貫く。

### NEO、4弾以降
ウインダム&ミクラス「ワイルドストライク」
ミクラスが相手に向かって突進し、さらにミクラスを踏み台にしたウインダムが大ジャンプ、相手にボティプレスを決める。
EXゴモラ&EXレッドキング「爆熱振動メルトブレイク」
EXレッドキングが炎に包まれた腕で相手を掴み、EXゴモラは超振動波0シュートを同時に叩き込み相手を燃やし尽くす。
NEO第7弾以降は、上記の内容の後にフィニッシュとして、超振動波を帯びた右手と、灼熱を纏った左手での強烈なダブルパンチが新たに追加された。
キングジョー&キングジョーブラック「ペダニウムスペシャル」
互いの目から発射される破壊光線を同時に放ち、合体させることにより巨大になった光線を相手に食らわせる。

### NEO、5弾以降
ベロクロン&バキシム「超獣爆撃作戦」
ベロクロンのゼンメストロアタックから、バキシムの角ミサイルでフィニッシュ。
にせウルトラマン&ゼットン「ゼットンファイナルビーム」
にせウルトラマンが「フェイクスペシウム光線」をゼットンに放つと、ゼットンはそれを胸の発光体で吸収し「ゼットンブレイカー」の体制に入る。そして敵に向かってそのゼットンブレイカーを放つ。
アーマードメフィラス&アーマードグローザム「暗黒双魔刃」
始めはアーマードグローザムが手の双剣で相手を滅多切り、串刺しにした相手を凍りつけにする。その後アーマードメフィラスが相手の頭上から電撃を纏った剣で斬りつけてフィニッシュ。

### NEO、6弾以降
ブルトン&EXタイラント「四次元ハンマー」
EXタイラントがブルトンをストンピングで宙に打ち上げ、ワイヤーを突き刺す。その後ワイヤーを振り回し、その間に巨大化したブルトンをハンマーにして相手に叩きつける。
レイブラッド星人&EXゼットン「アルティメットメテオ」
レイブラッド星人がEXゼットンに憑依、上空にテレポートした後『100トリリオンメテオ』よりもさらに巨大な火球を相手目掛けて落とす。
なお、この技を使用した両者共に最上位カードだった場合、EXゼットンの4900＋レイブラッド星人の4100=9000という威力計算となり、さらに得意属性による軽減不可能となる。
レッドキング&タイラント「ダブル暴君ラリアット」
2体が同時に相手に襲い掛かるが、タイラントのハンマーがレッドキングの脚を直撃してしまったためレッドキングが痛がり、攻撃中断となる。タイラントの後ろにレッドキングが並ぶ形で仕切り直し、相手へ2体同時のラリアットを打つける。

### NEO、7弾以降
アントラー&サタンビートル「ダブルインセクトアタック」
アントラーがキャプチャー光線を浴びせて敵の動きを封じ込めている隙に、サタンビートルがロケット砲連射を浴びせ、その後アントラーが敵の足元から飛び出し、敵を突き上げる。
ベムラー&ジャミラ「モンスファイアーボール」
球体変化で青い球に変身したベムラーに、ジャミラがそれに炎を吐きかけ炎上させる。そして炎を纏って火炎弾になったベムラーが相手に連続で体当たり攻撃を仕掛け、最後にジャミラが火炎弾となったベムラーをヘディングで打つけてフィニッシュ。
ガッツ星人&ナックル星人「ユニオンフラッシャー」
ガッツ星人がビームを放ち、続いてナックル星人が飛び上がり空中からビームを放つ。その後着地したナックル星人とガッツ星人がまるでレオ&アストラ兄弟の「ウルトラダブルフラッシャー」のように並び、二人のエネルギーを込めた光弾を相手に打つける。
最後のエネルギー光弾は『ウルトラマンメビウス&ウルトラ兄弟』で見せた合体技の再現である。
ナックル星人&ガッツ星人&ブラックキングのチームを組み、ナックル星人登場時にタッグ必殺技発動条件を満たした場合は、この技と「マッドコンビネーション」のどちらかがランダムで発生することができる。

### NEO-GL、1弾以降
バードン&モチロン「フライングモチロンプレス」
モチロンがうすぐるまで敵に体当たりし、跳ね返ってきたモチロンを空中のバードンが足で受け止め、敵の頭上から落とす。
イーヴィルティガ&ガタノゾーア「イーヴィルジェノサイダー」
始めにイーヴィルティガがガタノゾーアの上に乗り、次にガタノゾーアが敵にシャドウミストを浴びせ、イーヴィルティガがそれに紛れて敵に急降下蹴りを食らわした後ラッシュ。その後、ガタノゾーアが石化光線を放ち、最後にイーヴィルティガが石化した敵にガタノゾーアの闇の力を集めたイーヴィルショットを決める。
バルタン星人&ダークバルタン「グラビティトラップ」
バルタン星人が姿を消し、ダークバルタンがグラビティフォールで敵を持ち上げ、バルタン星人が敵の真下に出現し、真上の敵に白色破壊光線を連射する。

### NEO-GL、2弾以降
シルバーブルーメ&ノーバ「クレイジーダンス」
始めにノーバが連続回転し両手の鞭と鎌で相手を攻撃する。シルバーブルーメはこの時ノーバが覆い被さる形で隠れており、ノーバの攻撃で怯んだ相手に対しシルバーブルーメが姿を現し溶解液を大噴射する。
エンペラ星人&アーマードダークネス「ダークネスパニッシャー」
アーマードダークネスが三叉槍を投げ相手を串刺しにした後、エンペラ星人がアーマードダークネスを装着する。相手に突撃し、共に手にした二刀の剣ですれ違いざまに相手を両断する。
最大では「アルティメットメテオ」同様9000の威力を誇り、さらに属性付きなので闇属性に弱い相手に放つと大きなダメージを与えることが可能。
レイブラッド星人&ウルトラマンベリアル「ダークノヴァ」
始めにレイブラッド星人が「レイオニクスプリズン」で相手を石化させ、次いでウルトラマンベリアルが空中からギガバトルナイザーによる破壊光線の砲撃を放つ。

### RR、1弾以降
ウルトラマンレオ&アストラ「ウルトラダブルフラッシャー」
しゃがんだアストラの後方にレオが立ち、アストラが頭上に掲げた両手にさらにレオが両手を合わせて強力な光線を発射する、『ウルトラマンメビウス』や『大怪獣バトル ウルトラ銀河伝説 THE MOVIE』本編でもお馴染みの技である。
ウルトラマンゼロ&ウルトラマンレオ「レオゼロキック」
ゼロとレオが左右に並んで同時に飛び上がり、ウルトラゼロキックとレオキックを同時に浴びせる。
ウルトラマンメビウス&レイモン「超振動メビュームシュート」
レイモンが召還したゴモラが敵に超振動波（ゼロシュート）を浴びせている隙に、メビウスがメビュームシュートの発射準備をする。そしてメビウスがメビュームシュートを放つとほぼ同時にゴモラは素早く回避。そのままメビュームシュートは敵に命中する。

### RR、2弾以降
ウルトラマンゼロ&ウルトラセブン「コンビネーションゼロ」
アイスラッガーとゼロスラッガーを同時に放って敵を3方向から数回連続で切り裂き、空中で呼び戻してから、互いにアイスラッガーとゼロツインソードを手にして、同時に敵に突進して切り裂く。後に『ウルトラマンゼロ THE MOVIE 超決戦!ベリアル銀河帝国』で同名のセブンとゼロの合体技が登場したが、描写が異なる。

## 関連作品
ウルトラギャラクシー大怪獣バトル
2007年12月1日〜2008年2月23日までBS11にて放送された特撮ドラマ作品。本放送終了後も、数回にわたってリピート放送されている。
ウルトラギャラクシー大怪獣バトル NEVER ENDING ODYSSEY
上記作品の第2シーズン。2008年12月20日〜3月14日までBS11にて放送された。第1シーズン同様に、本放送終了後にリピート放送されている。
大怪獣バトル ウルトラ銀河伝説 THE MOVIE
2009年12月に公開された映画作品。
大怪獣バトル ウルトラアドベンチャー
西川伸司によるコミカライズ作品。
大怪獣バトル ウルトラアドベンチャーNEO
同作者による別世界の物語のコミカライズ作品。
ウルトラ銀河伝説外伝 ウルトラマンゼロVSダークロプスゼロ
『大怪獣バトル ウルトラ銀河伝説 THE MOVIE』以降の時系列にあたるOV作品。

## 玩具
ウルトラ怪獣シリーズ（初回生産分のみ）
No.1〜No.50までは、大怪獣バトル（EX）対応の応援カード付属。No.51〜EX（レイブラッド星人）までは、大怪獣バトルNEO対応の怪獣カード付属。EX（ダークザギ〜ケムール人）までは、大怪獣バトルRR対応のバトルカード付属。
大怪獣バトル図鑑
彩色済みミニフィギュアとジオラマのセット
- 第1弾 - ゴモラ、バルタン星人、レイキュバス、ゴルザ、ガンQ、超コッヴ
- 第2弾 - キングジョー、レッドキング、バキシム、ツインテール、グドン、ヒッポリト星人
- 第3弾 - ベムラー、ベムスター、ゼットン、タイラント、ブラックキング、改造ゴモラ

びっくらたまご 大怪獣バトル
マスコットつき入浴剤。マスコットは全6種類（ゴモラ、ゼットン、キングジョー、バルタン星人、レッドキング、ウルトラマン）
大怪獣バトルナイザー
スキャンした怪獣を育てたり、通信機能で友達が育てた怪獣と対戦できる玩具。大怪獣バトルの筐体との連動機能もある。
Let's! TVプレイ 体感大怪獣バトル あやつれ!ウルトラ大怪獣!
テレビに繋げて遊ぶ『Let's! TVプレイ』のウルトラマンシリーズ2作目にあたる。手を動かして怪獣を操り、敵怪獣を倒す。バトルナイザーで応援怪獣を召喚するなど、原作ゲームに忠実。
サウンドバトル ウルトラモンスターズ
付属フィギュアをセットしてボタン連打で怪獣やウルトラマンを押し合うゲーム。プレイ中はアナウンサーによる実況が入る。
サウンドバトルDX ウルトラオールスターズ
上記の商品に付属フィギュアがさらに増えた豪華バージョン。
大怪獣バトル ウルトラモンスターズ カードDVDゲームボックス
復刻版怪獣カード+コイン怪獣 カネゴン（第6弾登場）カードとDVD2枚付属。DVDには『ウルトラギャラクシー大怪獣バトル』プロモ映像がある。ゲームはDVDプレイヤー用リモコンで操作するため、怪獣カードのスキャンは出来ない。
大怪獣バトルファイル
カード30枚収納可能の大型カードケース。
ジャンボカードダス 大怪獣バトル
物語のあらましを綴ったビジュアルシート、下記のオフィシャルバインダー対応のポケットファイル、カード（怪獣、技 各1枚）付き。
大怪獣バトル ポジカコレクション
通常のカードとは異なりクリアプラカード仕様。イラスト・CGではなくウルトラシリーズ映像作品の劇中写真が使われている。
- 第1弾 - 全36種類。
- 第2弾 ウルトラギャラクシー編 - 全48種類。『ウルトラギャラクシー大怪獣バトル』を中心とした劇中写真を収録。

大怪獣バトル オフィシャルバインダー
プロモカード一枚同梱のファイルバインダー。
- 第1弾 - ゴモラ（技カード）のプロモカード付き
- 第2弾 - キングジョー（技カード）のプロモカード付き
- 第3弾 - ゼットン（技カード）のプロモカード付き
- NEO - カネゴン（技カード）のプロモカード付き
- NEO2 - レッドキング (技カード) とVSレイモン(レイオニクスチャレンジカード) のプロモカード付き
- NEO3 - EXゼットン (怪獣カード) とVSザラブ星人(レイオニックスチャレンジカード) のプロモカード付き
- NEO4 - エースロボット (怪獣カード) とVSグランデ(レイオニックスチャレンジカード) のプロモカード付き

大怪獣バトル 大怪獣匠プレミアムバインダー
金ピカに輝く9ポケットバインダー。開田裕治、雨宮慶太、中村淳一、酉澤安施、梶田達二、大河原邦男、森下直親、髙荷義之、K2商会による描き下ろしの怪獣カード（全9種）付属。数量限定品。

## 書籍
小学館
- 大怪獣バトル 公式ひみつブック - シリーズ第1弾のカードリスト。バルタン星人のプロモカード付き
- 大怪獣バトル 公式ひみつブック2 - シリーズ第1弾〜第3弾のカードリスト。ヒッポリト星人のプロモカード付き
- 大怪獣バトル 公式ひみつブックEX - シリーズ第1弾〜EX第6弾までのカードリスト。エレキングのプロモカード付き
- 大怪獣バトル ウルトラファンブック - 大怪獣バトルNEO（Vol.8からはRR）のみならず、ウルトラシリーズの最新情報も扱う。プロモカードや大怪獣バトルNEO（Vol.8からはRR）プロモDVDなど付録付き。
  - Vol.1 - ザムシャーのプロモカード付き。
  - Vol.2 - ガッツ星人のプロモカード付き。
  - Vol.3 - 巨大ヤプールのプロモカード付き。
  - Vol.4 - レイモンのプロモカード付き。
  - Vol.5 - にせウルトラマンのプロモカード付き。
  - Vol.6 - バキシマムのプロモカード付き。
  - Vol.7 - ウルトラマンベリアルのプロモカード付き。
  - Vol.8 - ウルトラマン（ブラザースマント）のプロモカード付き。
  - Vol.9 - ウルトラの父（ファザースマント）のプロモカード付き。
  - Vol.10 - ゾフィー（Z光線）のプロモカード付き。

エンターブレイン
- 大怪獣バトルウルトラモンスターズ 第1弾〜第3弾 プレイングメガエディション

講談社
- 大怪獣バトルウルトラモンスターズ 大怪獣バトル図鑑
- 大怪獣バトルウルトラモンスターズ 大怪獣バトル図鑑2
- 大怪獣バトルウルトラモンスターズ 大怪獣バトル図鑑3
- 大怪獣バトル ULTRA MONSTERS NEO パーフェクトBOOK - 第1弾から最新弾までのカードリスト。プロモカード（他誌付録含む）のリストや『ウルトラギャラクシー大怪獣バトル』シリーズのグラビアページもあり。ニセウルトラマン&ダークザギ&ウルトラマンシャドー（ランダム）のプロモカード付き。
- 大怪獣バトルRR パーフェクトBOOK 1弾コンプリート - NEOGL第2弾からRR第1弾までのカードリスト。ゴモラのプロモカード付き。

徳間書店
- 徳間キューブランド 大怪獣バトル+ウルトラ怪獣シリーズ クイズ&パズル1
- 徳間キューブランド 大怪獣バトル+ウルトラ怪獣シリーズ クイズ&パズル2